# Plagithmysus cheirodendri
Plagithmysus cheirodendri är en skalbaggsart som beskrevs av J. Linsley Gressitt och Davis 1969. Plagithmysus cheirodendri ingår i släktet Plagithmysus och familjen långhorningar. Inga underarter finns listade i Catalogue of Life.